# 波爾湖 (倫茨堡-埃肯弗德縣)
54°02′32″N 10°41′50″E / 54.042331°N 10.697293°E

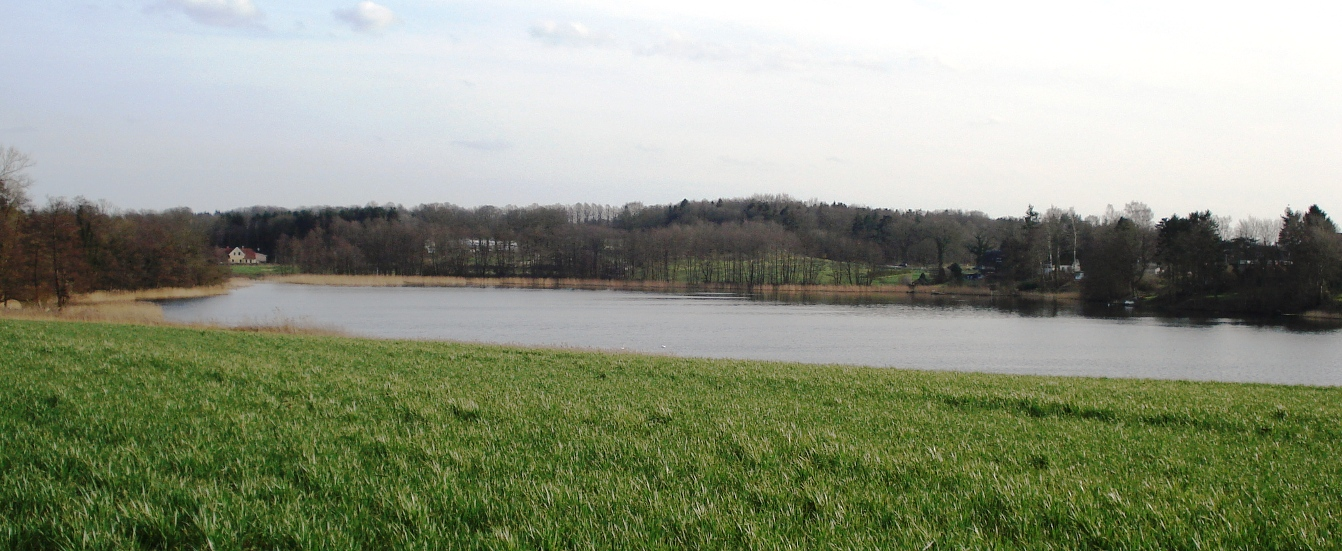

波爾湖（德語：Poolsee），是德國的湖泊，位於該國北部石勒蘇益格-荷爾斯泰因州，由倫茨堡-埃肯弗德縣負責管轄，面積0.01平方公里，湖岸線長度0.4公里。